# José Viale (futbolista argentino)
José Viale (Centeno; 1 de febrero de 1890 - 18 de abril de 1941) fue un futbolista argentino.

## Biografía
A la edad de diez años arribó a la ciudad de Rosario para cursar en el Colegio Comercial Anglo Argentino. Allí comenzó a jugar al fútbol y debido a sus grandes desempeños fue llamado para integrar el cuadro superior de Newell's Old Boys. Con ese club alcanzó a conquistar el primer torneo de la Liga Rosarina, en 1905, entre otros títulos. 
Jugaba de puntero izquierdo y poseía una muy buena pegada. Es considerado uno de los mejores futbolistas de Rosario de la era amateur. Su apodo era Pinoto.

### Amor por la camiseta
En el año 1909 el Tottenham Hotspur de Inglaterra visitó Rosario para llevar a cabo un encuentro amistoso ante un combinado de la Liga Rosarina. José Pinoto Viale fue la figura del cotejo y al término del mismo los dirigentes del equipo británico le ofrecieron contrato, querían llevárselo a jugar a su país. Viale rechazó la oferta y decidió seguir jugando para Newell's. Un verdadero gesto de amor por la camiseta. 

## Selección nacional
En la selección Argentina debutó en 1908 contra Uruguay, en el empate 2 a 2 por la copa Lipton. Con la camiseta albiceleste disputó once partidos y anotó cinco goles. 

## Palmarés

### Con Newell's

#### Torneos regionales oficiales
- Primera división de Rosario (7): 1905, 1906, 1907, 1909, 1910, 1911, 1913

#### Torneos nacionales oficiales
- Copa de Honor de Primera División (1): 1911

### Con Unión

#### Torneos regionales oficiales
- Copa Interventor Federal de la Provincia Anacleto Gil (1): 1911

- Datos: Q5944631